# Белые (Глусский район)
Белые (бел. Белыя) — упразднённая деревня в Глусском районе Могилёвской области Беларуси. 

## Географическое положение
Расположена за 5 км на север от деревни Евсеевичи.

## История
На момент Великой Отечественной войны 20 января (по других сведениям — 13 января) 1943 года во время анти-партизанской операции, немецкие оккупационные войска убили 21 жителя, а деревню (12 дворов) сожгли.
В 1961 году на месте деревни установлен обелиск.

## Население
- 1941 — 32 жителя